# Mönchehof
Mönchehof is een deel van de gemeente Espenau in Hessen in Duitsland. Mönchehof hoort bij het district Kassel (district). 
Mönchehof ligt aan de Uerdinger Linie, in het traditionele gebied van het Hessisch dialect.   
Mönchehof ligt niet ver van Vellmar en de stad Kassel.